# Dave Suzuki
Dave Suzuki (ur. 8 lutego 1972 w Las Vegas) – amerykański muzyk, kompozytor i multiinstrumentalista. Suzuki znany jest z występów w grupie muzycznej Vital Remains oraz Deicide. W 2009 roku wystąpił gościnnie na płycie formacji Rise zatytułowanej Pentagramnation. Styl gry muzyka na gitarze charakteryzują liczne odniesienia do hiszpańskiej muzyki akustycznej, a także neoklasycyzmu.
Od 2011 roku występuje w zespole Churchburn, w którym śpiewa i gra na gitarze.

## Instrumentarium
- B.C. Rich I.T. 6-String Electric Guitar
- B.C. Rich Jr. V. 6-String Electric Guitar[7]

## Dyskografia
- Faust - Love of the Damned (demo, 1993, wydanie własne)
- Faust - Damnation's Pride (demo, 1994, wydanie własne)
- Silent Raven Fell - Jade Flutes of the Archangel (demo, 1995, wydanie własne)
- Wolves Under Azurean Midnight - Ebony Poison (demo, 1996, wydanie własne)
- Vital Remains - Forever Underground (1997, Osmose Productions)
- Vital Remains - Dawn of the Apocalypse (2000, Osmose Productions)
- Vital Remains - Dechristianize (2003, Century Media Records)
- Deicide - When London Burns (2006, DVD, Earache Records)
- Vital Remains - Icons of Evil (2007, Century Media Records)
- Vital Remains - Evil Death Live (2007, DVD, Metal Mind Productions)
- Rise - Pentagramnation (2009, wydanie własne, gościnnie)
- Thrillhouse - Thrillhouse (2012, Brown Out Records, gościnnie)
- Tombthroat - Eden Apocalypse (2012, Blast Head Records, gościnnie)